# Basketbal na Letních olympijských hrách 1980

## Turnaj mužů
| Zlato   | Jugoslávie (YUG)    |
| Stříbro | Itálie (ITA)        |
| Bronz   | Sovětský svaz (URS) |

Turnaj se odehrál v rámci XXII. olympijských her ve dnech 20. – 30. července 1980 v Moskvě.
Turnaje se zúčastnilo 12 mužstev, rozdělených do tří čtyřčlenných skupin. První dva týmy postoupily do skupiny o 1. – 6. místo. První dvě družstva postoupila do finále, třetí a čtvrté družstvo hrálo o bronzové medaile. Mužstva, která skončila v základních skupinách na třetím a čtvrtém místě hrála ve skupině o 7. – 12. místo. Olympijským vítězem se stalo mužstvo Jugoslávie.

### Skupina A
|    |          | URS    | BRA    | TCH    | IND    | V | P | Skóre   | B |
| 1. | SSSR     | ***    | 101:88 | 99:82  | 121:65 | 3 | 0 | 321:235 | 6 |
| 2. | Brazílie | 88:101 | ***    | 72:70  | 137:64 | 2 | 1 | 297:235 | 5 |
| 3. | ČSSR     | 82:99  | 70:72  | ***    | 133:65 | 1 | 2 | 285:236 | 4 |
| 4. | Indie    | 65:121 | 64:137 | 65:133 | ***    | 0 | 3 | 194:391 | 3 |

 Brazílie -  Československo 72:70 (46:37)
20. července 1980 – Moskva
 SSSR -  Indie 121:65 (60:38)
20. července 1980 – Moskva
 Československo -  Indie 133:65 (63:36)
21. července 1980 – Moskva
 SSSR -  Brazílie 101:88 (48:42)
21. července 1980 – Moskva
 Brazílie -  Indie 137:64 (65:28)
23. července 1980 – Moskva
 SSSR -  Československo 99 :82 (46:40)
23. července 1980 – Moskva

### Skupina B
|    |            | YUG    | ESP    | POL    | SEN    | V | P | Skóre   | B |
| 1. | Jugoslávie | ***    | 95:91  | 129:91 | 106:97 | 3 | 0 | 328:249 | 6 |
| 2. | Španělsko  | 91:95  | ***    | 104:81 | 94:65  | 2 | 1 | 289:241 | 5 |
| 3. | Polsko     | 91:129 | 81:104 | ***    | 84:64  | 1 | 2 | 256:297 | 4 |
| 4. | Senegal    | 97:106 | 65:94  | 64:84  | ***    | 0 | 3 | 196:282 | 3 |

 Jugoslávie -  Senegal 104:67 (59:39)
21. července 1980 – Moskva
 Španělsko -  Polsko 101:81 (50:43)
21. července 1980 – Moskva
 Španělsko -  Senegal 94 :65 (55:26)
22. července 1980 – Moskva
 Jugoslávie -  Polsko 129:91 (61:43)
22. července 1980 – Moskva
 Polsko -  Senegal 84 :64 (44:30)
23. července 1980 – Moskva
 Jugoslávie -  Španělsko 95 :91 (45:50)
23. července 1980 – Moskva

### Skupina C
|    |           | ITA   | CUB   | AUS   | SWE   | V | P | Skóre   | B |
| 1. | Itálie    | ***   | 79:72 | 77:84 | 92:77 | 2 | 1 | 248:233 | 5 |
| 2. | Kuba      | 72:79 | ***   | 83:76 | 71:59 | 2 | 1 | 226:214 | 5 |
| 3. | Austrálie | 84:77 | 76:83 | ***   | 64:55 | 2 | 1 | 224:215 | 5 |
| 4. | Švédsko   | 77:92 | 59:71 | 55:64 | ***   | 0 | 3 | 191:227 | 3 |

 Itálie -  Švédsko 92:77 (50:34)
20. července 1980 – Moskva
 Kuba -  Austrálie 83:76 (40:40)
20. července 1980 – Moskva
 Kuba -  Švédsko 71:59 (39:32)
21. července 1980 – Moskva
 Austrálie -  Itálie 84:77 (44:34)
21. července 1980 – Moskva
 Austrálie -  Švédsko 64:55 (40:27)
23. července 1980 – Moskva
 Itálie -  Kuba 79:72 (43:42)
23. července 1980 – Moskva

### O 1. - 6. místo
|    |            | YUG    | ITA    | URS     | ESP     | BRA    | CUB    | V | P | Skóre   | B  |
| 1. | Jugoslávie | ***    | 102:81 | 101:91  | 95:91   | 96:95  | 112:84 | 5 | 0 | 506:442 | 10 |
| 2. | Itálie     | 81:102 | ***    | 87:85   | 95:89   | 77:90  | 79:72  | 3 | 2 | 419:438 | 8  |
| 3. | SSSR       | 91:101 | 85:87  | ***     | 119:102 | 101:88 | 109:90 | 3 | 2 | 505:468 | 8  |
| 4. | Španělsko  | 91:95  | 89:95  | 102:119 | ***     | 110:81 | 96:95p | 2 | 3 | 488:485 | 7  |
| 5. | Brazílie   | 95:96  | 90:77  | 88:101  | 81:110  | ***    | 94:93  | 2 | 3 | 448:477 | 7  |
| 6. | Kuba       | 84:112 | 72:79  | 90:109  | 95:96p  | 93:94  | ***    | 0 | 5 | 434:490 | 5  |

 Brazílie -  Kuba 94:93 (55:55)
25. července 1980 – Moskva
 SSSR -  Španělsko 119:102 (53:44)
25. července 1980 – Moskva
 Jugoslávie -  Itálie 102:81 (48:38)
25. července 1980 – Moskva
 Španělsko -  Brazílie 110:81 (52:34)
26. července 1980 – Moskva
 Jugoslávie -  Kuba 112:84 (55:41)
26. července 1980 – Moskva
 Itálie -  SSSR 87:85 (47:39)
26. července 1980 – Moskva
 Španělsko -  Kuba 96:95 (43:50)
27. července 1980 – Moskva
 Jugoslávie -  SSSR 101:91 (48:42)
27. července 1980 – Moskva
 Brazílie -  Itálie 90:77 (34:39)
27. července 1980 – Moskva
 Itálie -  Španělsko 95:89 (48:46)
29. července 1980 – Moskva
 SSSR -  Kuba 109:90 (61:40)
29. července 1980 – Moskva
 Jugoslávie - Brazílie 96:95 (47:49)
29. července 1980 – Moskva

### Finále
Jugoslávie -  Itálie 86:77 (42:37)
30. července 1980 – Moskva

### O 3. místo
SSSR -  Španělsko 117:94 (51:38)
30. července 1980 – Moskva

### O 7. – 12. místo
|     |           | POL    | AUS    | TCH    | SWE    | SEN   | IND    | V | P | Skóre   | B |
| 7.  | Polsko    | ***    | 101:74 | 88:84  | 67:70  | 84:64 | 113:67 | 4 | 1 | 453:359 | 9 |
| 8.  | Austrálie | 74:101 | ***    | 91:86  | 64:55  | 95:64 | 93:75  | 4 | 1 | 417:381 | 9 |
| 9.  | ČSSR      | 84:88  | 86:91  | ***    | 83:61  | 88:72 | 133:65 | 3 | 2 | 474:377 | 8 |
| 10. | Švédsko   | 70:67  | 55:64  | 61:83  | ***    | 70:64 | 119:63 | 3 | 2 | 375:341 | 8 |
| 11. | Senegal   | 64:84  | 64:95  | 72:88  | 64:70  | ***   | 81:59  | 1 | 4 | 345:396 | 6 |
| 12. | Indie     | 67:113 | 75:93  | 65:133 | 63:119 | 59:81 | ***    | 0 | 5 | 329:539 | 5 |

 Polsko -  Indie 113:67 (63:33)
25. července 1980 – Moskva
 Austrálie -  Československo 91 :86 (41:44)
25. července 1980 – Moskva
 Švédsko -  Senegal 70 :64 (32:29)
25. července 1980 – Moskva
 Senegal -  Indie 81 :59 37:31)
26. července 1980 – Moskva
 Československo -  Švédsko 83 :61 (39:35)
26. července 1980 – Moskva
 Polsko -  Austrálie 101:74 (42:35)
26. července 1980 – Moskva
 Švédsko -  Indie 119:63 (52:29)
27. července 1980 – Moskva
 Austrálie -  Senegal 95:64 (51:37)
27. července 1980 – Moskva
 Polsko -  Československo 88:84 (46:48)
27. července 1980 – Moskva
 Austrálie - Indie 93:75 (37:41)
28. července 1980 – Moskva
 Československo -  Senegal 88:72 (50:36)
28. července 1980 – Moskva
 Švédsko -  Polsko 70:67 (40:33)
28. července 1980 – Moskva

### Soupisky
1.  Jugoslávie
| - Andro Knego - Dragan Kićanović - Rajko Žižič - Mihovil Nakič | - Željko Jerkov - Branko Skroce - Zoran Slavnič - Krešimir Ćosić | - Ratko Radovanovič - Dudže Krstulovič - Dražen Dalipagić - Mirza Delibašič |

2.  Itálie
| - Romeo Sacchetti - Roberto Brunamonti - Michael Sylvester - Enrico Gilardi | - Fabrizio della Fiori - Marco Solfrini - Marco Bonamico - Dino Meneghin | - Renato Villalta - Renzo Vecchiato - Pierluigi Marzorati - Pietro Generali |

3.  SSSR 
| - Stanislav Jerjomin - Valerij Miloserdov - Sergej Tarakanov - Alexandr Salnikov | - Andrej Lopatov - Nikolaj Děrjugin - Sergej Bělov - Vladimir Tkačenko | - Anatolij Myškin - Sergej Jovajša - Alexandr Bělostěnnyj - Vladimir Žigilij |

4.  Španělsko
| - Wayne Brabender - José Luíz Llorente - Candido - Antonio Sibilio - José Maria Margall | - Manuel Flores - Fernando Romay - Luis - Miguel Santillana - Juan - Antonio Corbalán | - Ignacio Solozabal - Juan - Domingo Delacruz - Juan Lopeziturriaga - Juan - Antonio Senepifanio |

5.  Brazílie
| - Andre Ernesto Stoffel - Luiz Gustavo de M. Lage - José Carlos Santos Saiani - Milton Setrini jr. | - Wagner Machado da Silva - Marcos A. Abdalla Leite - Gilson Trindade de Jésus - Marcel Ramón O. de Souza | - Adilson de F. Nascimento - Marcelo Vido - Oscar Daniel B. Schmidt - Ricardo Cardoso Guimaraes |

6.  Kuba
| - Jorge More - Ruperto Herrera - Alejandro Ortíz - Noangel Luaces | - Generoso Marquez - Raúl Duboy - Pedro Abreu - Miguel Calderon | - Tomas Herrera - Daniel Scott - Alejandro Urgelles - Felix Morales |

9.  Československo
| - Jaroslav Skála - Dušan Žáček - Vlastimil Havlík - Peter Rajniak | - Stanislav Kropilák - Pavol Bojanovský - Zdeněk Kos - Jiří Pospíšil | - Vlastibor Klimeš - Kamil Brabenec - Zdeněk Douša - Gustáv Hraška |

### Konečné pořadí (muži)
| XXII. | Olympijské hry | Z | V | P | Skóre    | B  |
| ----- | -------------- | - | - | - | -------- | -- |
| 1.    | Jugoslávie     | 8 | 8 | 0 | 825: 677 | 16 |
| 2.    | Itálie         | 8 | 4 | 4 | 665: 685 | 12 |
| 3.    | SSSR           | 8 | 6 | 2 | 842: 709 | 14 |
| 4.    | Španělsko      | 8 | 4 | 4 | 777: 748 | 12 |
| 5.    | Brazílie       | 7 | 4 | 3 | 657: 611 | 11 |
| 6.    | Kuba           | 7 | 2 | 5 | 588: 625 | 9  |
| 7.    | Polsko         | 7 | 4 | 3 | 625: 589 | 11 |
| 8.    | Austrálie      | 7 | 5 | 2 | 577: 541 | 12 |
| 9.    | ČSSR           | 7 | 3 | 4 | 626: 548 | 10 |
| 10.   | Švédsko        | 7 | 3 | 4 | 511: 504 | 10 |
| 11.   | Senegal        | 7 | 1 | 6 | 477: 594 | 8  |
| 12.   | Indie          | 7 | 0 | 7 | 458: 797 | 7  |

## Turnaj žen
| Zlato   | Sovětský svaz (URS) |
| Stříbro | Bulharsko (BUL)     |
| Bronz   | Jugoslávie (YUG)    |

Turnaj se odehrál v rámci XXII. olympijské hry ve dnech 20. - 30. července 1980 v Moskvě.
Turnaje se zúčastnilo 6 družstev. Turnaj se odehrál v jedné skupině systémem každý s každým. Olympijským vítězem se stalo družstvo Sovětského svazu.
|    |            | URS    | BUL    | YUG   | HUN    | CUB   | ITA    | V | P | Skóre   | B  |
| 1. | SSSR       | 122:83 | ***    | 97:62 | 120:62 | 95:56 | 119:53 | 5 | 0 | 553:316 | 10 |
| 2. | Bulharsko  | 83:122 | ***    | 81:79 | 90:75  | 84:64 | 102:65 | 4 | 1 | 440:405 | 9  |
| 3. | Jugoslávie | 62:97  | 79:81  | ***   | 61:48  | 85:81 | 69:57  | 3 | 2 | 356:364 | 8  |
| 4. | Maďarsko   | 62:120 | 75:90  | 48:61 | ***    | 76:66 | 83:70  | 2 | 3 | 344:407 | 7  |
| 5. | Kuba       | 56:95  | 64:84  | 81:85 | 66:76  | ***   | 79:63  | 1 | 4 | 346:403 | 6  |
| 6. | Itálie     | 53:119 | 65:102 | 57:69 | 70:83  | 79:63 | ***    | 0 | 5 | 308:452 | 5  |

 Bulharsko -  Itálie 102:65 (50:40)
20. července 1980 - Moskva
 SSSR -  Jugoslávie 97:62 (58:27)
20. července 1980 - Moskva
 Maďarsko -  Kuba 76:66 (36:23)
20. července 1980 - Moskva
 Jugoslávie -  Kuba 85:81 (42:36)
22. července 1980 - Moskva
 SSSR -  Bulharsko 122:83 (69:42)
22. července 1980 - Moskva
 Maďarsko -  Itálie 83:70 (45:37)
22. července 1980 - Moskva
 Jugoslávie -  Maďarsko 61:48 (28:26)
24. července 1980 - Moskva
 Bulharsko -  Kuba 84:64 (45:32)
24. července 1980 - Moskva
 SSSR -  Itálie 119:53 (55:25)
24. července 1980 - Moskva
 Jugoslávie -  Itálie 69:57 (33:29)
25. července 1980 - Moskva
 SSSR -  Kuba 95:56 (55:17)
26. července 1980 - Moskva
 Bulharsko -  Maďarsko 90:75 (53:35)
27. července 1980 - Moskva
 Kuba -  Itálie 79:63 (40:32)
28. července 1980 - Moskva
 Bulharsko -  Jugoslávie 81:79 (44:41)
28. července 1980 - Moskva
 SSSR -  Maďarsko 120:62 (63:34)
28. července 1980 - Moskva

### Finále
SSSR -  Bulharsko 104:73 (61:41)
30. července 1980 - Moskva

### O 3. místo
Jugoslávie -  Maďarsko 68:65 (39:29)
30. července 1980 - Moskva

### Soupisky
1.  SSSR 
| - Angelė Rupšienė - Ljubov Šarmajová - Vida Beselienė - Olga Korostelevová | - Taťjana Ovečkinová - Naděžda Olchovová - Uljana Semjonovová - Ljudmila Rogožinová | - Nelli Ferjabnikovová - Olga Sucharovová - Taťjana Nadyrovová - Taťjana Ivinská |

2.  Bulharsko
| - Nadka Golčevová - Penka Metodievová - Petkana Makaveeová - Snežana Michajlovová | - Vaňa Dermendžievová - Krasimira Bogdanovová - Angelina Michajlovová - Diana Brainovová | - Evladia Slavčevová - Kostadinka Radkovová - Silvia Germanovová - Penka Stojanovová |

3.  Jugoslávie
| - Vera Djuraškovičová - Mersada Becirspahičová - Jelica Komnenovičová - Mira Bjedovová | - Vukica Mitičová - Sanja Ožegovičová - Sofija Pekičová - Marija Tonkovičová | - Zorica Djurkovičová - Vesna Despotovičová - Biljana Majstorovičová - Jasmina Perazičová |

4.  Maďarsko
| - Éva Gulyásová - Ágnes Némethová - Ilona Kovácsová - Györyi Verteticsová | - Zsuzsa Boksayová - Ilona Lörinczová - 9Katalin Szuchá - Magda Gulyásová | - Ildikó Gulyásová - Judit Megyesiová - Lenke Kissová - Erzsébet Szentesiová |

5.  Kuba
| - Andrea Borrellová - Nancy Atiesová - Barbara Becquerová - Maria Moretová | - Inocenta Corveaová - Caridad Despaigneová - Matilde Charrová - Maria de los Santosová | - Sonia de la Pazová - Virginia Perézová - Santa Skeetová - Vicenta Salmonová |

6.  Itálie
| - Chira Guzzonatová - Nunziata Serradimigniová - Roberta Faccinová - Lidia Corlinová | - Emanuela Silimbaniová - Wanda Sandonová - Bianca Rossiová - Antonirtta Baistrocchiová | - Marinella Draghettiová - Rosanna Vergnanová - Mariangela Piancastelliová - Orietta Grossiová |

### Konečné pořadí (ženy)
| XXII. | Olympijské hry | Z | V | P | Skóre    | B  |
| ----- | -------------- | - | - | - | -------- | -- |
| 1.    | SSSR           | 6 | 6 | 0 | 657: 389 | 10 |
| 2.    | Bulharsko      | 6 | 4 | 2 | 513: 509 | 10 |
| 3.    | Jugoslávie     | 6 | 4 | 2 | 424: 429 | 10 |
| 4.    | Maďarsko       | 6 | 2 | 4 | 409: 475 | 8  |
| 5.    | Kuba           | 5 | 1 | 4 | 346: 403 | 6  |
| 6.    | Itálie         | 5 | 0 | 5 | 308: 452 | 5  |